# Kristen Zang
Kristen Zang (* 22. Juni 1974 in Michigan, Vereinigte Staaten) ist eine US-amerikanische Schauspielerin.

## Leben und Karriere
Erste Schauspielerfahrungen machte Kristen Zang 1998 mit der Rolle der Jenny in dem Film All My Friends Are Cowboys. Sie trat daraufhin in weitern Filmen wie Love & Sex (2000) auf, war aber auch zuweilen in Fernsehserien wie zum Beispiel Dharma & Greg zu sehen. Neben ihrem Schauspielerberuf war sie einige Zeit lang als Model tätig.
Später gab sie beide Berufe auf und gründete ein Unternehmen für die Produktion von Hundenahrung.
Von 1995 bis 1999 war Kristen Zang mit dem Schauspieler Leonardo DiCaprio zusammen. Die beiden trennten sich bereits wieder kurz nach ihrem fünfundzwanzigsten Geburtstag. Sie sagte, sie habe mit DiCaprio Schluss gemacht, weil sie das Gefühl hatte, in seinem Hollywood-Freundeskreis-Milieu sei es ungefähr so, als würde man in der Highschool festsitzen.

## Filmografie
- 1998: All My Friends Are Cowboys
- 2000: Love & Sex
- 2001: Dharma & Greg (Fernsehserie, 1 Folge)
- 2001: Raw Deal
- 2006: Hollywood
- 2009: Opposite Day